# Christine Blum
Christine Blum (* 5. August 1958; heimatberechtigt in Altbüron) ist eine Schweizer Politikerin (SP).

## Leben
Christine Blum wuchs in Gondiswil auf und besuchte die Sekundarschule in Huttwil. 1974 bis 1978 besuchte sie das Lehrerseminar in Langenthal und arbeitete anschliessend als Lehrerin. 1985 bis 1989 machte Christine Blum eine Ausbildung zur Heilpädagogin am Institut für Spezielle Pädagogik und Psychologie ISP in Basel und war anschliessend bis 2003 als Heilpädagogin im Bereich der integrativen Förderung tätig. 2003 wurde sie Leiterin der Heilpädagogischen Schule Oberaargau in Langenthal. 2008 schloss Blum ein Nachdiplomstudium an der Interkantonalen Hochschule für Heilpädagogik HfH in Zürich im Bereich Special Needs Educational Management und Leadership ab. Seit 2016 ist sie Mitglied der Geschäftsleitung der Stiftung Schürmatt in Zetzwil. Christine Blum ist verheiratet und hat drei Töchter. Sie lebt in Melchnau.

## Politik
Christine Blum war von 2007 bis 2014 Mitglied des Gemeinderates (Exekutive) von Melchnau und Vizegemeindepräsidentin. Bis 2010 führte sie das Ressort Finanzen und Versorgung und von 2010 bis 2014 stand sie der Schulkommission vor. Nach dem Rücktritt von Pierre Masson rückte Christine Blum 2017 in den Grossen Rat des Kantons Bern nach. Sie wurde bei den Wahlen 2018 und 2022 wiedergewählt. Nach der Frühlingssession 2025 trat sie zurück und Samira Martini rückte für sie nach. Von 2017 bis 2018 war Blum Mitglied der Justizkommission und von 2019 bis 2022 Mitglied der Bildungskommission, der sie ab 2020 als Präsidentin vorstand.
Christine Blum war von 1998 bis 2003 Präsidentin des Vereins ambulant tätiger Heilpädagoginnen und Heilpädagogen des Kantons Bern und ist seit 2013 Vorstandsmitglied des Vereins Selbsthilfezentren Kanton Bern.